# Cantone di Mutzig
Il Cantone di Mutzig è una divisione amministrativa dell'arrondissement di Molsheim e dell'arrondissement di Sélestat-Erstein.
È stato costituito a seguito della riforma approvata con decreto del 18 febbraio 2014, che ha avuto attuazione dopo le elezioni dipartimentali del 2015.

## Composizione
Comprende i 51 comuni di:
- Albé
- Barembach
- Bassemberg
- Bellefosse
- Belmont
- Blancherupt
- Bourg-Bruche
- Breitenau
- Breitenbach
- La Broque
- Colroy-la-Roche
- Dieffenbach-au-Val
- Dinsheim-sur-Bruche
- Fouchy
- Fouday
- Grandfontaine
- Gresswiller
- Heiligenberg
- Lalaye
- Lutzelhouse
- Maisonsgoutte
- Muhlbach-sur-Bruche
- Mutzig
- Natzwiller
- Neubois
- Neuve-Église
- Neuviller-la-Roche
- Niederhaslach
- Oberhaslach
- Plaine
- Ranrupt
- Rothau
- Russ
- Saales
- Saint-Blaise-la-Roche
- Saint-Martin
- Saint-Maurice
- Saint-Pierre-Bois
- Saulxures
- Schirmeck
- Solbach
- Steige
- Still
- Thanvillé
- Triembach-au-Val
- Urbeis
- Urmatt
- Villé
- Waldersbach
- Wildersbach
- Wisches